# Conteo de cartas

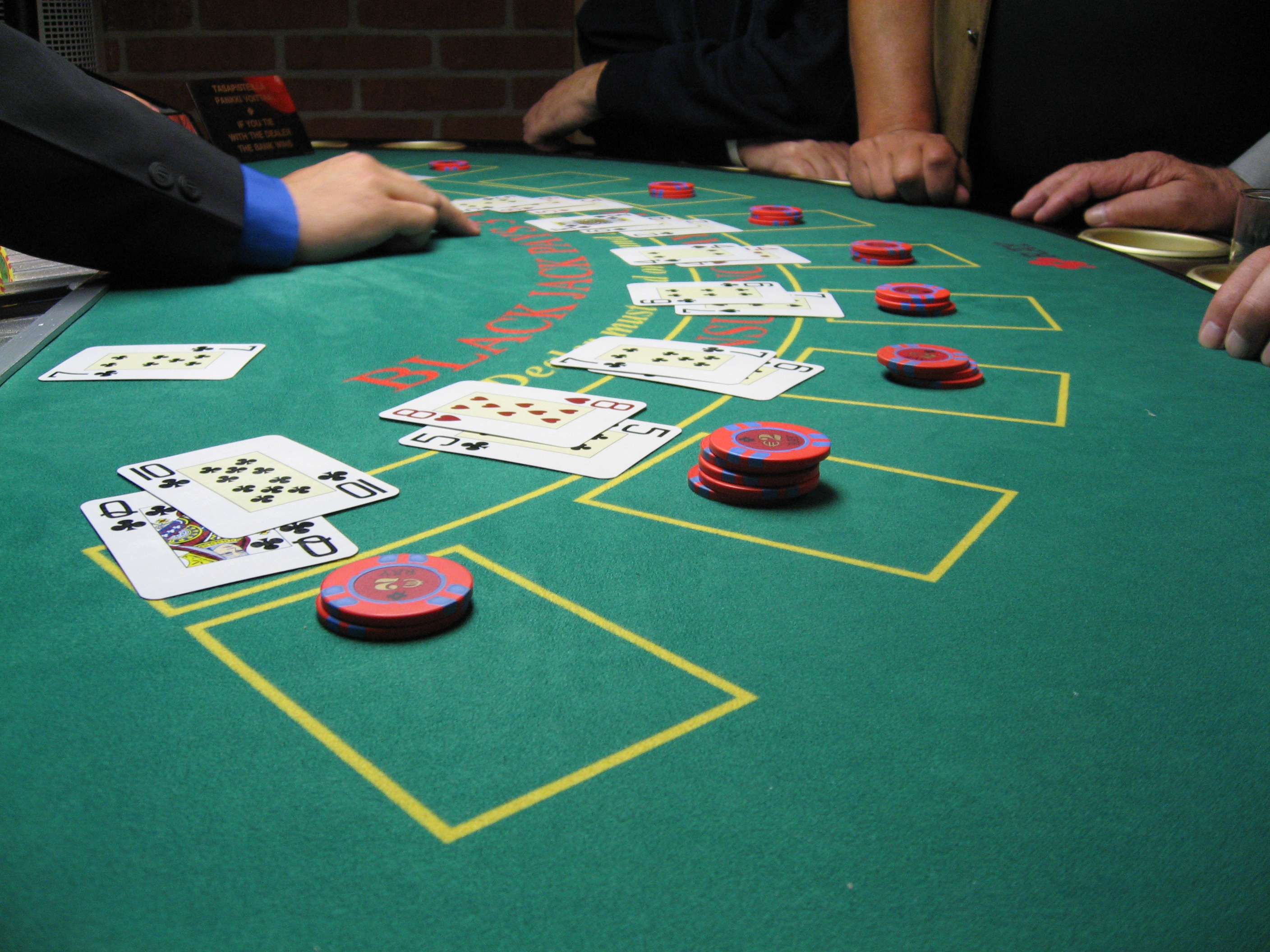
Fotografía de un juego de cartas en un casino.

Se denomina conteo de cartas a la técnica aplicada en blackjack, consistente en calcular el momento idóneo para elevar la apuesta.

## Inicios
En 1962, aparece en Estados Unidos el libro Beat the Dealer, escrito por Edward O. Thorp, un matemático empleado en IBM. En él, Thorp daba a conocer sus conclusiones, obtenidas a través de pruebas de millones de manos en ordenador. Edward O. Thorp también fue el primero en escribir un libro sobre el conteo de cartas.

## Estrategia básica
Lo primero que Thorp determinó fue que para poder acortar la ventaja de la casa, era necesario jugar cada mano de una forma única, ya que cualquier otra forma otorgaba ventajas a la banca. Así nació la estrategia básica, que en principio diferencia las manos en:
Manos duras.- Aquellas formadas por cartas cuya suma es 12 o superior.
Manos blandas.- Aquellas formadas por cartas cuya suma, independientemente de la que sea, puede ser rebajada en 10 por la presencia del as.
Manos dobles.- Aquellas cuyas dos primeras cartas son iguales.
De esta forma surgió la estrategia básica, que aunque puede observar pequeños cambios según las reglas del casino en que se juegue, en esencia consiste en, teniendo en cuenta la carta vista que se ha servido el croupier, pedir, doblar o plantar según sean las cartas del jugador.
Se detalla a continuación la estrategia básica usual, que como hemos dicho deberá alterarse en función del casino en que se juegue.
ESTRATEGIA BÁSICA PARA LAS MANOS DURAS
- Con cualquier suma por debajo de 9 pediremos siempre hasta llegar a 9, 10, 11 o superior.

- Carta del croupier 2, doblar con 10 u 11, pedir con 9 y 12, plantarse con el resto (13,14,etc) .

- Carta del croupier 3, 4, 5 o 6, doblar con 9, 10 u 11, plantarse con el resto. Excepción.- Pedir 12 contra 3

- Carta del croupier 7, 8, o 9, doblar con 10 u 11, Pedir con 9, 12, 13, 14, 15, 16, plantarse con el resto

- Carta del croupier 10 o as, nunca doblar, pedir con 9, 10, 11, 12, 13, 14, 15 y 16, plantarse con el resto

ESTRATEGIA BÁSICA PARA LAS MANOS BLANDAS
- Sea cual sea la carta del croupier, pedir siempre que tengamos As-2, As-3, As-4, As-5, y As-6.

- Si tenemos As-7, pedir contra 9, 10 o As, plantar contra el resto.

ESTRATEGIA BÁSICA PARA MANOS DOBLES
Si tenemos:
- 2-2.- Separar si el croupier tiene del 2 al 7, pedir para el resto.

- 3-3.- Igual que con 2-2.

- 4-4.- Separar solo contra 5 o 6 del croupier, pedir contra el resto

- 5-5.- Nunca separar, tratar siempre como si fuera un 10 duro.

- 6-6.- Separar si el croupier tiene del 2 al 6, pedir contra el resto.

- 7-7.- Separar si el croupier tiene del 2 al 7, pedir contra el resto.

- 8-8.- Separar siempre. En el caso del blackjack con reglas europeas, no se separan si el croupier tiene 10 o As.

- 9-9.- Separar si el croupier tiene del 2 al 9, plantar contra el 10 y el AS. Excepción.- No separar contra el 7.

- 10-10.- Nunca separar.

- As-As.- Separar siempre. En el caso del blackjack con reglas europeas, no se separan si el croupier tiene un As también.

## Conteo
Solo porque esta técnica se denomine “básica” no implica que deje de ser efectiva. Un jugador puede ganar una ventaja considerable mediante su aplicación. La Correlación de Apuestas (efectividad de apostar sobre la base de una cuenta de Altas-Bajas) es del 97%.
La idea detrás de un Sistema de Conteo de Cartas Altas-Bajas consiste en otorgarle un valor a cada carta, dividiendo todas las cartas en 3 grupos.
2 – 6 = +1
7 – 9 = 0
10 – A = -1
Si la totalidad de la baraja se suma de esta manera, la cuenta final tendrá como resultado, 0. Este método de Conteo de Cartas en el Blackjack le permite al jugador conocer cuáles cartas quedan (a grandes rasgos) en la baraja: cartas Altas o cartas Bajas. Cuando se encuentre a mitad de una baraja, si el valor de la cuenta mental es alto, significa que quedan más 10, figuras y ases en relación con la cantidad de cartas bajas. Esto representa una ventaja para el jugador. Si el valor es bajo, quedan más cartas bajas en la baraja, por lo general dándole ventaja al crupier.
Cuando lo que más queda en la baraja son 10 y Ases, el jugador tiene más probabilidades de conseguir Blackjack. Sobre la base de este conocimiento podrá doblar la apuesta en el momento justo. También significa que el crupier tiene más probabilidades de pasarse con una mano que sume más de 21.
El Sistema de Conteo de Cartas Uston SS
El Sistema de Conteo de Cartas Uston SS es algo más avanzado, pero también más exacto, con una Correlación de Apuestas del 99%. La idea es la misma que en el Sistema de Conteo de Cartas Altas-Bajas, pero se manejan 6 valores en vez de 3.
2, 3, 4, 6 = +2
5 = +3
7 = +1
8 = 0
9 = -1
10 – A = -2
La dificultad de esta estrategia radica en la memorización del valor de cada carta. La matemática en sí es fácil; Tenga confianza, si puede contar hasta 21, puede realizar los cálculos.
Otras Estrategias de Conteo de Cartas
Existen muchas otras estrategias de conteo de cartas allí afuera, pero ninguna ofrece una Correlación de Apuestas superior al sistema Uston SS, que también es mucho más fácil de aplicar que otras estrategias para profesionales. La única técnica efectiva que no hemos discutido aún puede ser adosada al sistema de conteo de cartas en el Blackjack de su preferencia: Conteos Secundarios.
Conteos Secundarios
El propósito de un sistema de Conteo Secundario es decirle al jugador EXACTAMENTE cuáles cartas quedan en la baraja, dándole preferencia a las cartas óptimas. Muchos apostadores solo llevan la cuenta de los Ases, mientras otros cuentan los 10 (incluyendo Figuras) también. Los contadores de cartas de Blackjack todavía novatos deberían comenzar aplicando un Sistema de Conteo de Cartas Altas-Bajas, y cuando se sientan listos, añadir un Conteo Secundario de Ases. Una vez que puedan hacerlo de manera casi automática, podrán avanzar ya sea hacia el sistema de conteo de cartas Uston SS, o empezar a contar los 10. Eventualmente podrán implementar el sistema Uston SS con Conteos Secundarios de Ases y 10.
Apuestas de Seguros
Aplicar una buena estrategia de conteo de cartas en el Blackjack le dará la ventaja al jugador a la hora de apostar el seguro. Conocer cuántas cartas altas quedan en la baraja, especialmente cuántos Ases, le dirá al jugador exactamente cómo manejar la situación del Seguro.
Como podríamos comprobar, al final de cada baraja tendremos una cuenta corriente de +4. La ventaja de estos sistemas desbalanceados consiste en que aplicando un baremo predeterminado, se ahorra el jugador el establecimiento de la cuenta verdadera, y en consecuencia el tener que calcular al final de cada mano las barajas que quedan por jugar. Esto es especialmente útil en el juego de más de una baraja, donde constantemente hay que estar operando con fracciones para obtener la cuenta verdadera.
Los múltiples análisis a los que se ha visto sometidos esta técnica, ha permitido avanzar mucho más en ella, de forma que incluso según el conteo, se debe de variar la forma de jugar establecida por la estrategia básica en determinadas manos.
En Internet puede accederse a distintas páginas sobre este tema, que ampliarán y perfeccionarán lo aquí expuesto.

## Consecuencias históricas
La aparición del libro de Thorp, representó toda una revolución en la industria del casino en Estados Unidos. Los casinos creyeron ver en esta técnica la forma en que hordas de jugadores se acercarían a sus mesas de blackjack para desvalijar sus arcas, y comenzaron inmediatamente a tomar contramedidas.
La primera fue jugar con varias barajas. Antes del libro, se jugaba con una sola baraja repartida a mano. A partir del libro los casinos introdujeron más barajas, que se repartían dispensadas desde un sabot. Sin embargo, aunque esto dificultaba algo la labor de los contadores, no era suficiente, ya que la suma algebraica para determinar la cuenta puede ser válida con una, con seis y aún con más barajas, por lo que los casinos introdujeron la carta de corte. En el black jack repartido con sabot, existe una tarjeta de color, que cuando sale a escena marca el momento en que a la próxima mano el croupier barajará e iniciará un nuevo sabot, otra vez con todas las cartas en juego. La posición en que se coloque esa tarjeta, (sea más cercana o más lejana al final de las seis barajas) determinará el momento en que hay que volver a barajar. Lógicamente en ese momento el contador tiene que abandonar la cuenta y disponerse a comenzar una nueva con el nuevo sabot a repartir. Cuanto más cerca esté la tarjeta de corte, y en consecuencia menos cartas se repartan, al contador le será más difícil obtener cuentas altas. Por si acaso esta medida no fuera suficiente, en muchos casinos cuando sospechan la presencia en una mesa de un contador, le indican al croupier que coloque al barajar la carta de corte más cerca, lo que hará que, aunque se repartan menos manos en cada sabot, será más difícil obtener cuentas altas para los contadores.
A pesar de que la estrategia del conteo de cartas no es considerada como ilegal en ninguna parte del mundo, la paranoia principal de muchos de los casinos a nivel mundial en este tipo de asuntos, en especial a los casinos de Las Vegas, los ha llevado hasta tal punto que incluso han tenido que expulsar a los jugadores que estos consideran que están contando cartas, y hasta han aparecido empresas que ofrecen sus servicios a casinos, especializadas en la detección de los contadores de cartas, inclusión en sus archivos, y facilitación de estos archivos para que un contador pueda ser identificado en la recepción del casino como tal y ser vetada su entrada a cualquier casino.

## Personajes
Pese a todo lo expuesto, aplicar esta técnica hasta el punto de hacerla efectiva para ganar dinero suficiente en los casinos no es nada fácil. Es por ello que, entre la gran cantidad de jugadores que resultan atraídos por esta técnica, se encuentren hordas de perdedores y solamente algunos privilegiados que lograron inscribir sus nombres en la historia del blackjack. Algunos de ellos fueron Stanford Wong, Lorenzo Revere, Roxy Aguilar, Arnold Snyder, Donald Schlesinger, los creadores del sistema KOblackjack, Olaf Vancura y Ken Fuchs, Kevin Blackwood, Bryce Carlson, el legendario Tommy Hyland, el mítico Ken Uston y el equipo de estudiantes del MIT (Massachusetts Institute of Technology) que logró ganar alrededor de 5 millones de dólares en distintos casinos en la década de los 90; sobre lo cual se inspiro para filmar la película 21: blackjack.